# Bonnevoie-nord/Verlorenkost
Bonnevoie-nord/Verlorenkost (lb. Bouneweg-Nord/Verluerekascht, niem. Bonneweg-Nord/Verlorenkost) – dzielnica (Quartier) miasta Luksemburg, w Luksemburgu, w kantonie Luksemburg. Do 3 października 2015 dzielnica leżała w dystrykcie Luksemburg. Leży we wschodniej części miasta. Jest jedną z 24 dzielnic – jednostek pomocniczych miasta Luksemburg. 31 grudnia 2022 r. populacja dzielnicy wynosiła 4700 mieszkańców. 